# تيودور غيبري سيلاسي
تيودور غيبري سيلاسي (بالتشيكية: Theodor Gebre Selassie)‏ (مواليد 24 ديسمبر 1986 في تريبيتش، تشيكوسلوفاكيا) لاعب كرة قدم تشيكي ذو أصول إثيوبية (الأب إثيوبي والأم تشيكية) يجيد اللعب في خط الدفاع ويلعب حاليا في فيردر بريمين الألماني منذ 2012.

## مسيرته الكروية
لعب تيودور غيبري سيلاسي خلال مسيرته الاحترافية مع 4 أندية في ستة عشر موسمًا وسجل خلالها 30 هدف ضمن 363 مباراة. ولم يفز بأي موسم بالكأس وفاز في ثلاثة مواسم بالدوري.
خاض تيودور غيبري سيلاسي مسيرته مع FC Vysočina Jihlava ‏ في موسم 2006–07 ولمدة موسمين، مشاركًا في 18 مباراة سجل خلالها هدفين. ثم انتقل إلى نادي سلافيا براغ في موسم 2007–08 ولمدة موسمين، حيث شارك في 11 مباراة ولم يسجل أي هدف. لينتقل بعدها إلى نادي سلوفان ليبيريتس في موسم 2008–09 ليلعب معه أربعة مواسم، مشاركًا في 97 مباراة سجل خلالها 8 أهداف. ثم انتقل إلى نادي فيردر بريمن في موسم 2012–13 ليلعب معه ثمانية مواسم، مشاركًا في 237 مباراة سجل خلالها 20 هدف.

## روابط خارجية
- تيودور غيبري سيلاسي على موقع الاتحاد الدولي (مؤرشف)  (الإنجليزية)
- تيودور غيبري سيلاسي على موقع الاتحاد الأوربي (الإنجليزية)
- تيودور غيبري سيلاسي على موقع الاتحاد التشيكي (الإنجليزية)
- تيودور غيبري سيلاسي على موقع قاعدة بيانات كرة القدم.إي يو (الإنجليزية)
- تيودور غيبري سيلاسي على موقع بيانات كرة القدم. دي إي (الألمانية)
- تيودور غيبري سيلاسي على موقع ناشيونال فوتبول تيمز (الإنجليزية)
- تيودور غيبري سيلاسي على موقع Soccerway.com (الإنجليزية)
- تيودور غيبري سيلاسي على موقع عالم كرة القدم.نت (الإنجليزية)
- تيودور غيبري سيلاسي على موقع AS.com (الإسبانية)